# Hippichthys heptagonus
Hippichthys heptagonus är en fiskart som beskrevs av Pieter Bleeker 1849. Hippichthys heptagonus ingår i släktet Hippichthys och familjen kantnålsfiskar. IUCN kategoriserar arten globalt som livskraftig. Inga underarter finns listade i Catalogue of Life.